# George Burley
George Burley (ur. 3 czerwca 1956, Cumnock, Szkocja, Wielka Brytania) – szkocki piłkarz występujący na pozycji obrońcy, trener Szkocji.
Karierę piłkarską rozpoczął w roku 1973. Grał w klubach: Ipswich Town, Sunderland, Gillingham, Motherwell, Ayr United, Falkirk i Colchester United. Ogółem rozegrał 628 spotkań i strzelił 8 bramek.
Karierę trenerską zaczął w roku 1991. Był trenerem piłkarzy w klubach: Ayr United, Colchester United, Ipswich Town, Derby County, Hearts, Southampton, Crystal Palace oraz Apollonu Limassol.